# Propositura della Natività di Maria
La propositura della Natività di Maria è un edificio sacro che si trova in piazza della Repubblica a Portoferraio.

## Storia e descrizione
La chiesa come appare oggi corrisponde alla struttura dell'inizio del XIX secolo, quando le due cappelle laterali, aggiunte nel 1623 all'edificio costruito in età cosimiana, vennero trasformate in navate. 
All'interno, l'altare settecentesco dedicato alla Madonna del Buon Viaggio richiama la vocazione della città marinara che affida la propria navicella a Maria; nella pala la navicella ricompare come aggiunta votiva in argento che un angelo porge alla Madonna.
Tra i dipinti, la Madonna del Rosario è attestata già dal 1632. L'altare dell'Immacolata conserva la statua settecentesca di cartapesta raffigurante la Vergine; nella navata opposta, l'altare con il Crocifisso ligneo risalente al 1549, già collocato sul marmoreo altar maggiore. Nel presbiterio la Visitazione riferibile al Passignano.